# 黒沢薫
黒沢 薫（くろさわ かおる、1971年4月3日 - ）は、日本のミュージシャンで、男性ヴォーカルグループ・ゴスペラーズのメンバーである。愛称：黒ぽん。身長165cm。血液型はA型。東京都八王子市出身。

## 略歴
1989年、國學院大學久我山高等学校在学中に、クラスメイトである村上てつやと文化祭のステージで歌を披露。その時の感動からプロの歌手への道を意識し始める。
1990年、國學院大學文学部2部史学科に入学、西洋史を専攻。早稲田大学に通う村上よりアカペラサークル「Street Corner Symphony」の話を聞き、他大学生で有りながらも、同サークルに参加する。
翌1991年、村上らサークルのメンバー6人でゴスペラーズを結成。その頃、プロの歌手になることを本気で考え始め、「音楽活動に集中したい」という理由から大学を中退、アルバイトをしながら、サークル活動に集中するようになる。しかし、一緒に活動していたメンバーが就職などでメジャーデビューを目前に脱退し、村上と共に後輩である北山陽一、酒井雄二、安岡優に声をかけ、同年12月メジャーデビューを果たす。
2002年にモデルの水野加緒里と結婚し、グループで最初の既婚者となる。

## ソロ活動
2005年に約5か月間のグループの充電期間中、周囲のスタッフから促され、ソロ活動をスタートさせた。レコードレーベルは、グループ活動の時同様「Ki/oon Records」である。

## エピソード
- ハイトーン・ヴォイスの持ち主で、シングル曲のリードヴォーカルを担当することが多い。
- カレーが大好物。酒井やツアーのサポートメンバー数名、関根勤らで「カレー部」を結成し、黒沢は名誉会長の肩書を持つ。各地のカレー屋を探索し、2005年、その遍歴を編纂した『ぽんカレー』を上梓。続編2作も出版。新宿中村屋とのコラボレーション、横濱カレーミュージアムのリニューアル式典参加・受賞、料理雑誌のカレー特集にて掲載、2012年8月には渋谷区円山町に期間限定で「ぽんカレー食堂」を開店するなど、カレーマニアの有名人としても名を馳せる。
- TBSラジオ『コサキンDEワァオ!』のリスナーでもあり、歌手を志した要因の一つは関根勤の原曲を無視した勝手な替え歌に、「歌って自由にやっていいんだ」と感銘を受けたことだという。今ではコサキンのイベントに出演したり、関根とはカレー好きという共通点もあり、関根を自宅に呼んでカレーを振舞ったりして親交を深めている。
- 「黒沢カオル」という芸名だったが、姓名判断で「画数が悪い」という結果が出た為2000年に本名である「黒沢薫」に変更。
- ソウルミュージックからの影響が大きく、ジョー、ジョニー・ギル、チャーリー・ウィルソンといったシンガーからの影響が強い。
- 國學院大學在学中は、放送研究部に所属していた。
- 妹はライトノベル作家の浅葱。

## ディスコグラフィー
※ ソロ活動のみを記載。ゴスペラーズのメンバーとしてはゴスペラーズを参照。

### シングル
|     | 発売日         | タイトル                     | 規格品番  | 備考                                                              |
| --- | -------------- | ---------------------------- | --------- | ----------------------------------------------------------------- |
| 1st | 2005年10月12日 | 遠い約束                     | SCL-898   | オリコン最高14位、登場回数5回                                     |
| 2nd | 2015年10月28日 | Supernova duet with 三浦大知 | KSCL-2618 | 三浦大知とのデュエット曲。カップリング曲のゲストボーカルはMs.OOJA |

### 配信シングル
- All U Need Is Luv（2022年8月12日）

### アルバム
|     | 発売日         | タイトル    | 規格品番                                  | 備考                          |
| --- | -------------- | ----------- | ----------------------------------------- | ----------------------------- |
| 1st | 2005年10月19日 | Love Anthem | KSCL-899                                  | オリコン最高11位、登場回数6回 |
| 2nd | 2013年6月5日   | LOVE LIFE   | KSCL-2250:初回生産限定盤 KSCL-2252:通常盤 | オリコン最高20位、登場回数3回 |

### DVD/VHS（シングル）
|     | 発売日         | タイトル | 規格品番  | 収録曲                                     | 備考             |
| --- | -------------- | -------- | --------- | ------------------------------------------ | ---------------- |
| 1st | 2005年12月14日 | 遠い約束 | KSBL-5817 | 1. 遠い約束 2. 遠い約束〜Love Anthem Mix〜 | オリコン最高51位 |

### 参加作品
| 発売日         | アーティスト         | タイトル                                   | 規格品番   | 収録曲                                              |
| -------------- | -------------------- | ------------------------------------------ | ---------- | --------------------------------------------------- |
| 2006年3月22日  | 夏川りみ             | 「RIMITs〜ベスト・デュエット・ソングス〜」 | VICL-61915 | 3.満天の星の夜 / 夏川りみ with 黒沢薫               |
| 2006年12月13日 | K                    | 「Music in My Life」                       | SRCL-6454  | 3.Again feat. 黒沢薫(ゴスペラーズ)                  |
| 2007年6月27日  | Jazztronik           | 「CANNIBAL ROCK」                          | TKCA-72883 | 10.流星 / Jazztronik featuring 黒沢薫               |
| 2007年7月11日  | エナメル・ブラザーズ | 「She's My Girl」                          | KSCL-1146  | 鈴木雅之とのユニット。オリコン最高14位、登場回数5回 |
| 2010年12月8日  | Fire Lily            | 「Eternal Story」                          | TKCA-73607 | 9.片想い feat. 黒沢薫 (from ゴスペラーズ)           |
| 2016年3月9日   | Ms.OOJA              | 「Ms.OOJA The Best「あなたの主題歌」」     | UMCK-9812  | ボーナストラック Be... duet with 黒沢薫             |

### ライブ
〜黒沢 薫 First Tour “Love Anthem”〜
- 2005年10月24日（月）東京・SHIBUYA O-East
- 2005年10月27日（木）名古屋・クラブダイアモンドホール
- 2005年10月28日（金）大阪・なんばHatch

〜黒沢 薫 LIVE “LOVE UNLIMITED”〜
- 2006年3月23日（木）品川・ステラボール
- 2006年3月28日（火）仙台・Zepp Sendai

黒沢薫 LIVE TOUR 2015 "LOVE LIVES" ~Casual Style~
- 2015年11月7日（土）福岡県・Gate's 7
- 2015年11月8日（日）広島県・広島CLUB QUATTRO
- 2015年11月12日（木）北海道・札幌PENNYLANE 24
- 2015年11月13日（金）宮城県・darwin

黒沢薫 LIVE TOUR 2015 "LOVE LIVES"  ~Urban Style~
- 2015年11月21日（土）大阪・Billboard OSAKA
- 2015年11月22日（日）名古屋・名古屋ブルーノート
- 2015年11月28日（土）六本木・Billboard TOKYO
- 2015年11月29日（日）六本木・Billboard TOKYO

黒沢薫 Billboard Live Tour 2022 “All U Need Is Luv“
- 2022年8月16日（日）神奈川・Billboard YOKOHAMA
- 2022年8月26日（土）大阪・Billboard OSAKA
- 2022年8月28日（日）六本木・Billboard TOKYO

黒沢薫 Billboard Live Tour 2023 “SSL”
- 2023年8月6日（日）神奈川・Billboard YOKOHAMA
- 2023年8月11日（金）六本木・Billboard TOKYO
- 2023年8月13日（日）大阪・Billboard OSAKA

### 書籍
- 黒沢薫のぽんカレー（2005年10月19日、角川書店）ISBN 4-04-883941-1
- ぽんカレーGOLD（2007年7月25日、角川書店）ISBN 4827530602
- ぽんカレーNEO（2012年11月14日、エンターブレイン）ISBN 4-04-728558-7

## 楽曲提供
（ゴスペラーズでの提供作品は当該記事を参照）
ISSA
- 「Crazy for you」（作曲）

エナメル・ブラザーズ
- 「She's My Girl」（作曲）

Creepy Nuts
- 「ポーカーフェイス」（宇佐美秀文と共作曲）

K
- 「Again feat. 黒沢薫 (ゴスペラーズ)」（作曲）
- 「Friends before Lovers」（妹尾武と共作曲）

郷ひろみ
- 「この世界のどこかに」（作曲）

Jazztronik featuring 黒沢薫
- 「流星」（作詞）

ジャニーズWEST
- 「Special Love」（作詞・共作曲）（作曲は竹本健一と共作）

鈴木雅之
- 「会いたくて」（共作詞・作曲）（作詞は安岡優と共作）
- 「その愛のもとに (With Your Love)」（妹尾武と共作曲）

SPEED
- 「Walking in the rain」（作曲）

冨永裕輔
- 「ALL I NEED」（作曲）

夏川りみ
- 「会いたくて」（作曲）
- 「満天の星の夜」（妹尾武と共作曲）

Nagie Lane
- 「Smile Again」（共作詞・作曲）（作詞はreiと共作）
- 「Whatcha gonna do」（共作詞・作曲）（作詞はmikakoと共作）
- 「Dream of me」（共作詞・作曲）（作詞はmayuと共作）

Nona Diamonds
- 「はじまりの唄」（共作詞・共作曲・共編曲）（作詞は遠坂めぐ、作曲・編曲は太田貴之と共作）

古畑奈和
- 「ひかりさす」（共作詞・作曲）（作詞は遠坂めぐと共作）※古畑奈和のSKE48卒業楽曲

三浦大知
- 「Keep It Goin' On」（宇佐美秀文と共作曲）※三浦大知の実質的なデビュー曲
- 「One Step Closer」（作曲）
- 「Stay」（K-Mutoと共作曲）

UNIONE
- 「熱帯夜」（北山陽一、妹尾武と共作曲）

Love Harmony's, Inc.
- 「Love, Harmony」（作詞・作曲）

## レギュラー番組

### 現在
- ゴスペラーズ 黒沢薫 ぽんラジオ（2019年10月 - 、東海ラジオ）
- Spicy Sessions（2023年12月 - 、TBSチャンネル1）

### 過去
- GO'S Mega STORE（ - 2002年3月、TOKYO FM・JFN系）
- Gospellers feel'n soul（2002年4月 - 2005年3月、TOKYO FM・JFN系）
- SOUL CONNECTION（2005年4月 - 2007年3月、TOKYO FM・JFN系）
- TOKAIRADIO×TSUTAYA LIFESTYLE MUSIC 929（2018年4月 - 2019年3月、東海ラジオ）